# Simon d'Authie
Simon d'Authie ou d'Autie est un avocat, prêtre et trouvère picard. Né vers 1180-1190 et originaire d'Authie, il mourut à Amiens vers 1232. On lui attribue onze œuvres, mais cinq seulement lui sont attribuées avec certitude.
Vers 1223, il fut chanoine puis, en 1228, doyen du chapitre de la cathédrale d'Amiens. Il travailla aussi comme avocat de l'abbaye de Saint Vaast d'Arras, dans le cadre d'un procès contre des évaluateurs laïcs ayant occuré de 1222 à 1226, et enfin d'une affaire impliquant le chapitre de la cathédrale d'Arras en 1232.
Simon a composé un jeu parti avec Gilles le Vinier (Maistre Simon, d'un esample nouvel) et deux autres avec Hué le Maronnier (Symon, le quel emploie et Symon, ou moi fait). Ces deux derniers ont été critiqués par le trouvère Adam de Givenchi. Gilles et Adam apparaissent dans les mêmes documents relatifs à la cathédrale d'Amiens et l'abbaye de Saint Vaast. Bien que la mélodie des six autres morceaux de Simon ait été conservée, celle-ci demeure irrégulière, difficile à interpréter en termes de modes, manquant de notation mensurale et ouverte à différentes interprétations quant à ses intervalles. Par exemple, une interprétation de Tant ai amours lui donne un intervalle de douzième.

## Source
- Théodore Karp . "Simon d'Authie" Grove Musique en ligne . Musique d'Oxford en ligne. Oxford University Press, consulté le 5 avril 2013.